# Liporrhopalum philippinensis
Liporrhopalum philippinensis är en stekelart som beskrevs av Hill 1969. Liporrhopalum philippinensis ingår i släktet Liporrhopalum och familjen fikonsteklar.
Artens utbredningsområde är:
- Filippinerna.
- Taiwan.

Inga underarter finns listade i Catalogue of Life.